# Онхест (син Посейдона)
Онхест (дав.-гр. Ογχηστός) — персонаж давньогрецької міфології, син Посейдона, батько Аброти і Мегарея. На честь його названо місто Онхест Беотійський.